# Mauro Maur
Mauro Maur, le Pavarotti de la trompette, est un trompettiste et compositeur italien né à Trieste. Acclamé dans le monde entier comme le trompettiste italien le plus polyvalent, généreux et sensible, son répertoire allant des grands concertos de trompette de la splendeur baroque, du classique, à la grande musique de film, Mauro Maur a été cité par les grands journaux et critiques du monde.
Après avoir joué en soliste à la Carnegie Hall à 20 ans et voyagé à travers le monde en jouant dans les plus grandes salles de concert pendant des décennies, il contribue avec son art de virtuose de la trompette à diffuser le savoir et la tradition musicale italienne au plus haut niveau mondial aux côtés de musiciens tels que Placido Domingo, Uto Ughi, Riccardo Muti, Leonard Bernstein, Seiji Ozawa, Pierre Boulez, mais aussi Tony Scott, Oscar Valdambrini, Nini Rosso, Paquito D'Rivera, Gloria Gaynor.
Demandé pour le son unique de sa trompette, Ennio Morricone la veut à ses côtés. Pendant plus de 20 ans, Mauro Maur collabore et joue quotidiennement pour les enregistrements des musiques de films à Rome. Ennio Morricone lui a dédié son concert pour trompette "Ut" et de nombreuses pièces cinématographiques en forme de concert.

## Biographie
Ayant été diplômé très jeune à Trieste, Mauro Maur remporte dès 1975 le concours d'admission au Conservatoire national supérieur de musique de Paris qui lui permet de se perfectionner auprès de Pierre Thibaud. Alors qu'il est encore étudiant au Conservatoire, il gagne l'audition de première trompette solo à l'Orchestre national du Capitole de Toulouse (dirigé par Michel Plasson) avec lequel il effectuera des tournées aux États-Unis, au Canada, en Autriche, en Allemagne et en Italie. C’est en France, à l’âge de 18 ans, qu’il commence à être demandé comme soliste auprès de célèbres organistes, d’orchestres de chambre et à être présent dans les plus importants festivals. Il effectue également un cycle d’études à l'université Northwestern de Chicago avec A. Herseth, V. Cichowicz et A. Jacobs.

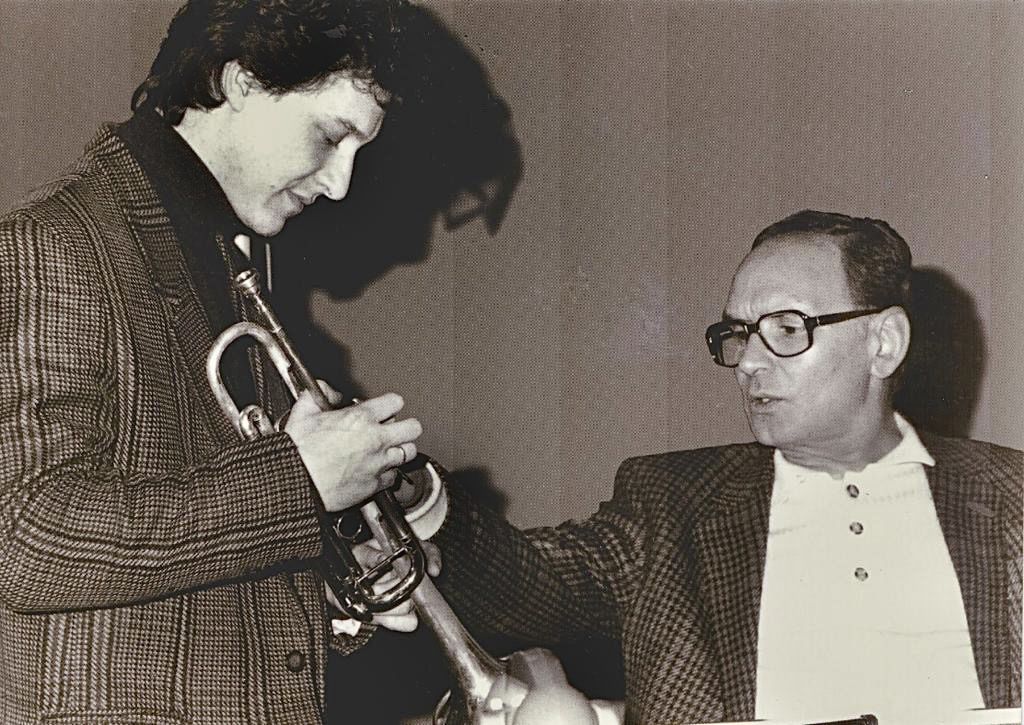
Mauro Maur & Ennio Morricone à la salle d'enregistrement historique à Rome "Forum Music Village"

En plus d'être depuis 1985 le trompette solo de l'Orchestre du Théâtre de l'Opéra de Rome, il a été présent régulièrement dans plusieurs émissions populaires de télévision (Maurizio Costanzo Show, Tappeto Volante, La Notte di Marzullo) et de Radio RAI et a enregistré pour les étiquettes BMG Ariola, RCA, Denon et Sony Columbia. Trompettiste, chef d'orchestre et compositeur pour le théâtre, le cinéma et la télévision, Mauro Maur poursuit une carrière de soliste internationale avec une versatilité extraordinaire qui lui permet de jouer aux côtés des Gloria Gaynor, Placido Domingo ou I Solisti Veneti de Claudio Scimone.
 

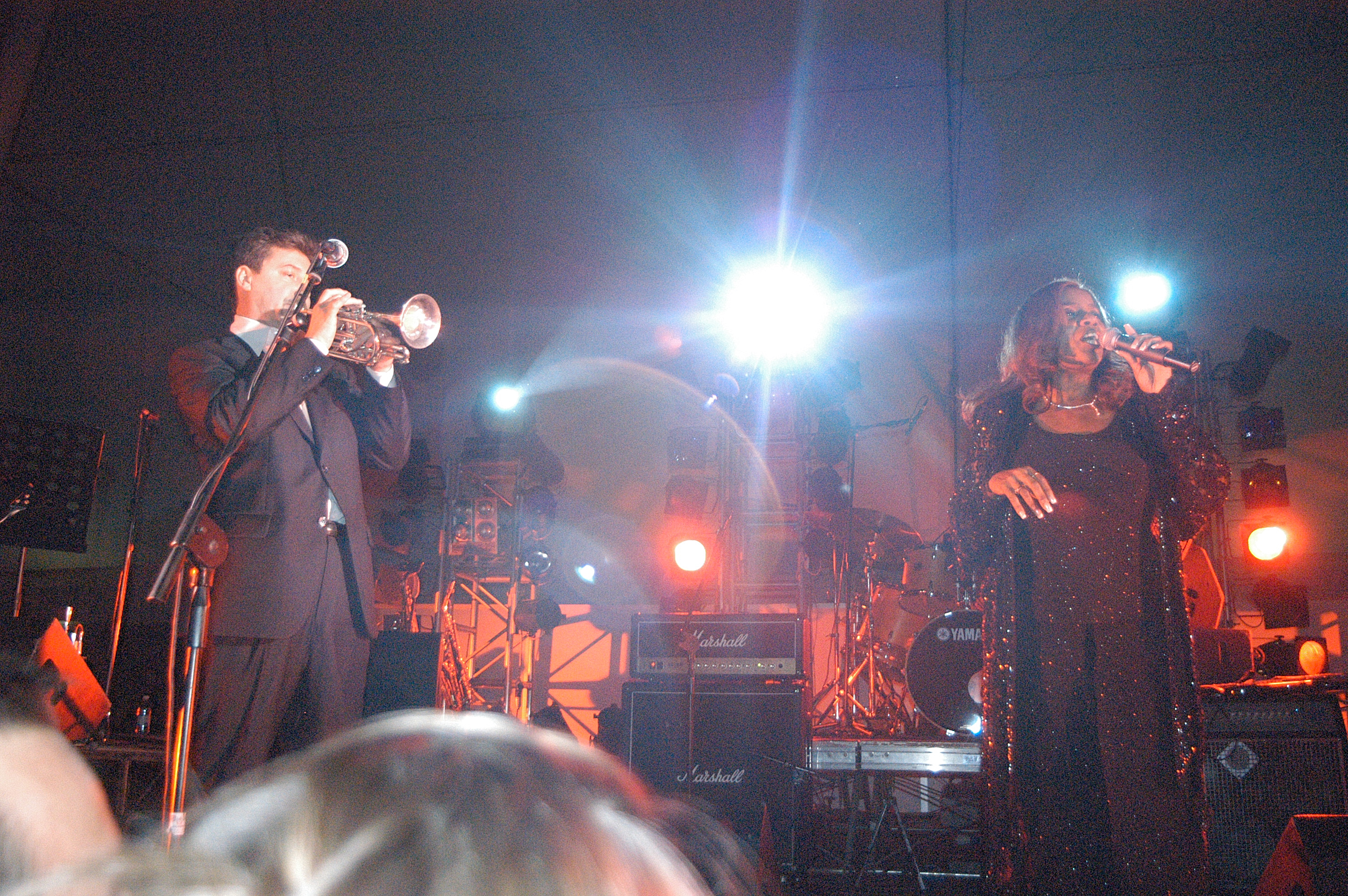
Mauro Maur et Gloria Gaynor en spectacle

Médaille d'or au Concours international de Toulon en 1981, Premier Prix à l'unanimité au concours du Conservatoire national supérieur de Paris en 1982, il a aussi remporté les concours de Lille en France et du Théâtre de l'Opéra de Rome, du Théâtre San Carlo de Naples et de l'Académie nationale Sainte-Cécile en Italie. Il a de plus joué dans les salles de concert les plus réputées au monde en tant que soliste : Carnegie Hall de New York, Lincoln Center de New York, Hollywood Bowl de Los Angeles,  Boston Symphony Hall, Semperoper de Dresde, Hercules Salle de Munich, Großes Festspielhaus de Salzbourg, Megaron d’Athènes, Seoul Arts Center, Suntory Hall de Tokyo, Festspielhaus de Vienne, Salle Pleyel de Paris, Nuovo Auditorium de Santa Cecilia à Rome, Teatro La Fenice de Venise, Scala de Milan, interprétant, accompagné des Solisti Veneti de Claudio Scimone, les Concertos de Tartini, Albinoni, Haydn, Hummel, Telemann, Morricone, Piccioni, Rota, Jolivet. 
De plus, de grands compositeurs ont dédié leurs œuvres à Mauro Maur : Morricone, Theodorakis, Bussotti, Clementi et Vlad pour ne citer que ceux-là. Pour ce qui est de la musique pour le cinéma et la télévision, Mauro Maur est présent dans plus de 100 films dont les bandes originales ont été composées par Morricone, Piovani, Ortolani, Goldsmith et Delerue.
Mauro Maur était lié d'amitié avec Federico Fellini et Giulietta Masina sa femme. Mauro Maur joua la musique de Nino Rota aux Funérailles de ces grands artistes à Rome.
Giulietta Masina avait laissé une lettre où elle demandait à Mauro Maur, "la sua tromba" comme elle l'appelait, de jouer "La Strada" de Nino Rota pour ses Funérailles.
Mauro Maur est “coach instructor” pour la section des trompettes de la “Orchestra of The Americas". Il a donné des masterclass au prestigieux Conservatoire Tchaïkovski de Moscou, à la McGill University au Canada, aux Conservatoires de Palerme, Florence, Rome. Il a été professeur aux études supérieures du Conservatoire Sainte-Cécile de Rome.
Mauro Maur a reçu le Prix Oder 2008 à la carrière.

Mauro Maur a été honoré, selon la suggestion du président du Conseil des ministres, de la distinction honorifique de Chevalier et d'Officier de l'ordre du Mérite de la République italienne. L'ordre du Mérite de la République italienne est la plus haute distinction honorifique instituée par l'Italie et a pour but de récompenser les actions émérites envers la nation italienne.

## Collaboration avecEnnio Morricone
Mauro Maur a collaboré quotidiennement pendant plus de 20 ans avec Ennio Morricone, enregistrant les solos des films sous la direction du Maestro Morricone dans le site historique des "Forum Studios" situés à la Piazza Euclide à Rome. Lié d'une profonde amitié avec Mauro Maur, Ennio Morricone lui a dédié de nombreux solos de ses films sous forme de concert ainsi que son Concerto pour trompette et orchestre "Ut". Mauro Maur a joué la première du Concerto sous la direction de Ennio Morricone et il a enregistré l'oeuvre pour BMG Ariola. Mauro Maur a également été mentionné à plusieurs reprises dans l'autobiographie du Ennio Morricone et a reçu les dédicaces passionnées du Maestro sur les partitions après les avoir enregistrées. La trompette que Sergio Leone a utilisée pour les films de Spaghetti Western a été donnée par Ennio Morricone à Mauro Maur.

## Distinction
Chevalier de l'ordre du Mérite de la République italienne (Cavaliere Ordine al Merito della Repubblica Italiana) : 2008
 Officier de l'ordre du Mérite de la République italienne (Ufficiale Ordine al Merito della Repubblica Italiana) : 2018

## Œuvres dédiées à Mauro Maur
- E. Morricone : Ut (1991) pour trompette et orchestre
- E. Morricone : Quarto Concerto (1993) pour orgue, deux trompettes, deux trombones et orchestre
- M. Théodorakis : Adagio pour trompette et orchestre à cordes
- G. Baldi : The Ancient City (1992-93) pour sept trompettes, piano et percussions
- S. Bussotti : Solfeggio in re della Regina pour trompette piccolo
- E. Chasalow : Out of Joint (1994) pour trompette et sons électroniques
- R. Chiesa : Kaddish (1998) pour trompette solo
- A. D'Antò : Alone away (1988) pour trompette solo
- J. Dashow : Morfologie (1993) pour trompette et ordinateur
- W. Dalla Vecchia : Ouverture pour trompette et orchestre à cordes
- M. Frisina : Hymnus pour trompette et orgue
- M. Frisina : Suite Giovanni Paolo II pour trompette et orgue
- R. Gervasio : Variazioni sulla "Preghiera del Mose" di Rossini pour trompette et orgue
- G. Farace : Cuor di Pagliaccio pour bugle et quatuor de saxophones
- F. Mannino : Concerto op. 324 (1990) pour trompette et cordes
- F. Mannino : Atmosfere delle Notti Bianche di S. Pietroburgo (1987) op. 279 pour trompette et orchestre
- M. Sofianopulo : Varianti "Dal Tuo Stellato Soglio" (2004) pour trompette et orgue
- M. Pagotto : No More Seasons (2009) pour trompette et piano
- E. Zanoni : Cadencia y Seguidilla pour trompette et piano
- E. Zanoni : Sarabande Lyrique pour trompette et piano
- L. Ronchetti : Deserti pour trompette et bande magnétique
- F.E. Scogna : Trame (1993) pour trompette solo
- P. Thilloy : Le Labyrinthe ou Le Chemin de Jerusalem (2000) pour trompette, trombone et orchestre à cordes
- R. Vlad : Melodie e Squilli (1993) pour trompette et piano
- V. Mortari : Divertimento (1990) pour trompette et violoncelle
- R. de Rossi Re : Quarto Nero pour trompette et orgue
- D. Nicolau : Rug Maur Short Music op. 89 pour trois trompettes et percussions
- D. Nicolau : Ariette op.72 pour trompette solo
- D. Nicolau : Pathopoiia op.86 (1988) pour trompette et percussions
- F. Grillo : Sol et Eius Umbra (1981) pour trompette et contrebasse

## Discographie
- 2019: Il Silenzio, Les grands succès de Nini Rosso: Mauro Maur soliste JVC Japan
- 2016: Ave Maria: Mauro Maur trompette, Françoise de Clossey, orgue
- 2009 : Franco Margola, F. Busoni Chamber Orchestra dir. M. Belli, Mauro Maur soliste
- 2008 : On the Wings of Love, Solisti Veneti dir. C. Scimone, J.J. Mouret Due Sinfonie per tromba e archi Mauro Maur soliste FABULA CLASSICA #12076-2
- 2003 : Concerto per Alberto, omaggio all’arte di Piero Piccioni
- 2001 : A. Vivaldi Juditha Triumphans, Solisti Veneti dir. C. Scimone Warner Fonit #8573 85747-2
- 2001 : From the Screen to the Stage Rota & Morricone, I Filarmonici Italiani Denon #COCQ 83538

- 1996 : Mauro Maur e i suoi Solisti: musiques de Ennio Morricone et Nino Rota Sony Columbia #COL 485352-2
- 1994 : Una Tromba in scena Mauro Maur Iktius Milano #C009P
- 1993 : La Tromba Classica Contemporanea : musiques de Ennio Morricone, Flavio Emilio Scogna, Lucia Ronchetti, Aldo Clementi, Fabrizio De Rossi Re, Sylvano Bussotti, Mikis Theodorakis, Roman Vlad, James Dashow BMG #74321-16825-2
- 1993 : Torelli: Onze sonates, symphonies ou concertos pour trompette et cordes  RS-Darpro #6367-07
- 1993 : L’Orchestra Classica Contemporanea BMG #74321-17516-2
- 1993 : La Bibbia: Abramo: musiques de Ennio Morricone CGD 450994978-2
- 1993 : In the Line of Fire: musiques de Ennio Morricone Sony #B000008GT8
- 1992 : City of the Joy: musiques de Ennio Morricone EPIC SOUNDTRAX #EK 52750
- 1991 : Voyage of Terror: musiques de Ennio Morricone BMG Ariola #OST 101
- 1989 : Improvviso dell'Angelo: Mauro Maur trompette Luigi Celeghin orgue Casa Musicale Bongiovanni
- 1985 : Orchestre champêtre 1900 : Mauro Maur cornet FR3 #BZ 62004
- 1984 : Sonates et Concertos pour trompette: musiques de Corelli, Manfredini, Torelli, Purcell, Telemann Orch. de Chambre de Picardie dir. J. P. François Mauro Maur soloist Jacinthe #N84.25.001